# Mecánica matricial

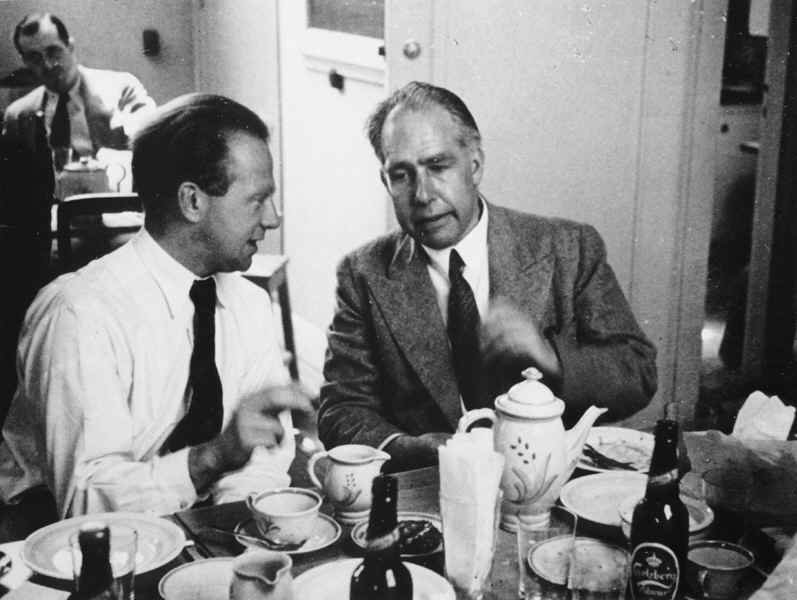
Werner Heisenberg (a la izquierda) y Niels Bohr (a la derecha).

La mecánica matricial es una formulación de la mecánica cuántica creada por Werner Heisenberg, Max Born y Pascual Jordan en 1925. La mecánica matricial fue la primera implementación matemática completa de la mecánica cuántica. Extiende el modelo de Bohr al describir cómo ocurren los saltos cuánticos. Lo realiza interpretando las propiedades físicas de las partículas como matrices que evolucionan en el tiempo. Es equivalente a la formulación ondulatoria planteada por Erwin Schrödinger y es la base de la notación bra-ket de Paul Dirac para la formulación ondulatoria. En la práctica, cae pronto en el desuso al aparecer la formulación de Erwin Schrödinger.

## Introducción
A inicios del siglo XX la ruptura de los conceptos clásicos con los experimentos realizados era evidente. Los primeros modelos fueron propuestos por Albert Einstein, Niels Bohr, Arnold Sommerfeld y muchos otros; quienes fundaron las bases de lo que ahora se conoce como mecánica cuántica. Sin embargo, esta ruptura con la mecánica clásica a pesar de ser prometedora era evidente que muchos de los conceptos estaban siendo establecidos ad hoc. En la década de los veinte, un grupo de relativamente jóvenes físicos tomaron el liderazgo en la elaboración de una teoría acorde con los nuevos postulados encontrados; teoría que, contraria a la formulación clásica, debía ser basada en los experimentos y no en la intuición. Además de requerir un lenguaje matemático más preciso.
En este sentido, Werner Heisenberg fue el primero en completar una formulación matemática más elaborada de la mecánica cuántica. Esta formulación se basa en que los aspectos teóricos de los sistemas están fundados exclusivamente en las relaciones entre cantidades pertenecientes al sistema que, en principio, es observable. En mecánica cuántica, los observables son las cantidades que directa o indirectamente pueden ser experimentalmente medidas. Esta premisa lo condujo a una formulación exitosa de la mecánica cuántica basado en la teoría de matrices.
Heisenberg trabajó con datos experimentales relacionados con la transición atómica de las interacciones de los átomos con cuantos de luz, fotones, tratando de identificar los observables relevantes. De esta manera él argumentó que las cantidades relacionadas con las transiciones eran los objetos básicos relevantes. En 1925 Heisenberg propuso la primera estructura matemática coherente acerca de la teoría atómica para los átomos.
En la elaboración de esta Mecánica Matricial fue importante el trabajo de Max Born y Pascual Jordan, quienes reconocieron que esas cantidades obedecían las reglas preestablecidas por el álgebra matricial.

## Razonamiento de Heisenberg
Previo a la Mecánica Matricial, la teoría cuántica anterior describía el movimiento de una partícula por medio de una orbita clásica con posición {\displaystyle X(t)\,} y momento {\displaystyle P(t)\,} bien definido, con la restricción que la integral temporal sobre un período T de momento por velocidad debía ser un múltiplo entero positivo de la constante de Planck:

{\displaystyle \int _{0}^{T}PdX=nh.}

La teoría cuántica anterior no describe procesos dependientes del tiempo, como la absorción o emisión de radiación, sin embargo esta restricción empleada correctamente toma órbitas con energía {\displaystyle E_{n}\,}.
Cuando a una partícula clásica se la acopla débilmente a un campo de radiación, es decir cuando el amortiguamiento de la radiación puede ser despreciado, este emitirá radiación en un patrón que se repite cada periodo orbital. Las frecuencias que componen la onda saliente son entonces son múltiplos enteros de la frecuencia orbital. Este es un síntoma que manifiesta que {\displaystyle X(t)\,} es periódico, lo que nos indica que las representaciones de Fourier únicamente tienen los valores de frecuencia {\displaystyle 2\pi n/T\,}:

{\displaystyle X(t)=\sum _{n=-\infty }^{\infty }e^{2\pi int/T}X_{n}}

donde los coeficientes {\displaystyle X_{n}\,} son complejos. Los que tienen frecuencias negativas deben ser los complejos conjugados de los que tienen frecuencias positivas, de esta manera {\displaystyle X(t)\,} es siempre real:

{\displaystyle X_{n}=X_{-n}^{*}}.

Por otro lado, una partícula mecanocuántica no puede emitir continuamente radiación, solo puede emitir fotones. Asumiendo que esta partícula se encuentra en una órbita {\displaystyle n\,}, emite un fotón y se traslada a una órbita {\displaystyle m\,}. La energía del fotón es {\displaystyle E_{n}-E_{m}\,}, que significa que su frecuencia es {\displaystyle (E_{n}-E_{m})/h\,}. Para {\displaystyle n\,} y {\displaystyle m\,}, pero con {\displaystyle n-m\,} relativamente pequeños, éstas son las frecuencias clásicas del principio de correspondencia planteado por Bohr:

{\displaystyle E_{n}-E_{m}\approx {\frac {h(n-m)}{T}}}

donde {\displaystyle T\,} es el período clásico de una de las órbitas {\displaystyle n\,} o {\displaystyle m\,} cuando la diferencia entre ellas es de un orden mayor a {\displaystyle h\,}. Sin embargo para {\displaystyle n\,} o {\displaystyle m\,} pequeños o si {\displaystyle n-m\,} es muy grande, las frecuencias no son múltiplos enteros de ninguna de las frecuencias.
Cuando las frecuencias de emisión de la partícula son las mismas frecuencias de la descripción de Fourier de su movimiento, esto sugiere que algo está oscilando en la descripción dependiente del tiempo de la partícula con frecuencia {\displaystyle (E_{n}-E_{m})/h\,}. Heisenberg denominó a esta cantidad {\displaystyle X_{nm}\,} y exigió que sea reducido a los coeficientes clásicos de Fourier en el límite clásico. Para valores muy grandes de {\displaystyle n\,} y {\displaystyle m\,}, pero con valores relativamente pequeños de {\displaystyle n-m\,}, {\displaystyle X_{nm}\,} es el coeficiente de Fourier {\displaystyle (n-m)}-ésimo del movimiento clásico en la órbita {\displaystyle n\,}. Cuando {\displaystyle X_{nm}\,} tiene frecuencias opuestas a {\displaystyle X_{mn}\,}, la condición que {\displaystyle X\,} sea real se convierte en:

{\displaystyle X_{nm}=X_{mn}^{*}}.

Por definición, {\displaystyle X_{nm}\,} tiene solo las frecuencias {\displaystyle (E_{n}-E_{m})/h\,}, así que su evolución temporal es simplemente:

{\displaystyle X_{nm}(t)=e^{2\pi i(E_{n}-E_{m})t/h}X_{nm}(0)},

que es la forma original de la ecuación de movimiento de Heisenberg.
Dadas dos matrices {\displaystyle X_{nm}\,} y {\displaystyle P_{nm}\,} que describen dos cantidades físicas, Heisenberg pudo formar un nuevo arreglo del mismo tipo al combinar los términos {\displaystyle X_{nk}P_{km}\,}, que oscilan con la frecuencia correcta. Como los coeficientes de Fourier del producto de dos cantidades es la convolución de estos coeficientes de forma separada, la correspondencia con las series de Fourier permitieron a Heisenberg deducir la regla por la que éstas matrices debían ser multiplicados:

{\displaystyle (XP)_{mn}=\sum _{k=0}^{\infty }X_{mk}P_{kn}}.

Max Born notó que esta es la ley de multiplicación para matrices, por lo que la posición, el momento, la energía y todos los observables son interpretados como matrices. Debido a la regla de multiplicación el producto depende del orden, es decir {\displaystyle XP\neq PX\,}.
La matriz X describe completamente el movimiento de una partícula mecanocuántica. Debido a que las frecuencias en el movimiento cuántico no son múltiplos de una frecuencia común, los elementos de la matriz no pueden ser interpretados como los coeficientes de Fourier de una trayectoria clásica. No obstante, como {\displaystyle X(t)\,} y {\displaystyle P(t)\,} son matrices, satisfacen las ecuaciones clásicas del movimiento.

## Formulación matemática
Una vez que Heisenberg introdujo las matrices {\displaystyle X\,} y {\displaystyle P\,}, pudo encontrar los elementos de la matriz en casos especiales guiado por el principio de correspondencia. Como los elementos de matriz son la analogía mecanocuántica de los coeficientes de Fourier de las órbitas clásicas, el caso más simple es el oscilador armónico; donde {\displaystyle X\,} y {\displaystyle P\,} son sinusoidales.

### Oscilador armónico
En unidades donde la masa y la frecuencia de un oscilador son uno, la energía del oscilador es:

{\displaystyle H={1 \over 2}(P^{2}+X^{2})}.

La órbita clásica con energía E es igual a:

{\displaystyle X(t)={\sqrt {2E}}\cos(t)\;\;\;\;P(t)={\sqrt {2E}}\sin(t)}.

La condición que requería la antigua teoría cuántica decía que la integral de {\displaystyle PdX\,} sobre una órbita, que es el área del círculo en el espacio de fases, debe ser un múltiplo entero de la constante de Planck. El área del círculo de radio {\displaystyle {\sqrt {2E}}\,} es {\displaystyle 2\pi E\,}, por lo que:

{\displaystyle E={nh \over 2\pi }}

o en unidades donde {\displaystyle \hbar \,} es uno, la energía es un entero.
Las componentes de Fourier de {\displaystyle X(t)\,} y {\displaystyle P(t)\,} son muy simples, mucho más si se los combina con:

{\displaystyle A(t)=X(t)+iP(t)={\sqrt {2E}}\,e^{it}}

{\displaystyle A^{\dagger }(t)=X(t)-iP(t)={\sqrt {2E}}\,e^{-it}}

donde ambos {\displaystyle A\,} y {\displaystyle A^{\dagger }\,} tienen una sola frecuencia y, {\displaystyle X\,} y {\displaystyle P\,} pueden ser encontrados de su suma o diferencia.
Como {\displaystyle A(t)\,} tiene una serie de Fourier clásica con una sola frecuencia más baja y el elemento de matriz {\displaystyle A_{mn}\,} es el (m-n)-ésimo coeficiente de Fourier de la órbita clásica, la matriz para {\displaystyle A\,} no es cero solo en la línea sobre la diagonal. En cuyo caso es igual a {\displaystyle {\sqrt {2E_{n}}}\,}. La matriz para {\displaystyle A^{\dagger }\,} es de la misma manera pero en la línea de abajo de la diagonal con los mismos elementos. Reconstruyendo {\displaystyle X\,} y {\displaystyle P\,} de {\displaystyle A\,} y {\displaystyle A^{\dagger }\,} obtenemos:

{\displaystyle {\sqrt {2}}X(0)={\sqrt {\frac {h}{2\pi }}}\;{\begin{bmatrix}0&{\sqrt {1}}&0&0&\ldots \\{\sqrt {1}}&0&{\sqrt {2}}&0&0&\ldots \\0&{\sqrt {2}}&0&{\sqrt {3}}&0&\ldots \\0&0&{\sqrt {3}}&0&{\sqrt {4}}&\ldots \\\vdots &\vdots &&\ddots &\ddots &\ddots \\\end{bmatrix}}}

{\displaystyle {\sqrt {2}}P(0)={\sqrt {\frac {h}{2\pi }}}\;{\begin{bmatrix}0&i{\sqrt {1}}&0&0&\ldots \\-i{\sqrt {1}}&0&i{\sqrt {2}}&0&0&\ldots \\0&-i{\sqrt {2}}&0&i{\sqrt {3}}&0&\ldots \\0&0&-i{\sqrt {3}}&0&i{\sqrt {4}}&\ldots \\\vdots &\vdots &&\ddots &\ddots &\ddots \\\end{bmatrix}}}

las cuales, dependiendo del sistema de unidades utilizado, son las matrices de Heisenberg para el oscilador armónico. Ambas matrices son hermíticas debido a que son construidas a partir de los coeficientes de Fourier de cantidades reales. Para hallar {\displaystyle X(t)\,} y {\displaystyle P(t)\,} es simple una vez que se conoce que los coeficientes de Fourier en el caso cuántico son los que evolucionan en el tiempo:

{\displaystyle X_{mn}(t)=X_{mn}(0)e^{i(E_{m}-E_{n})t}\;\;\;\;P_{mn}(t)=P_{mn}(0)e^{i(E_{m}-E_{n})t}}

El producto matricial de {\displaystyle X\,} y {\displaystyle P\,} no es hermítico, pero tiene una parte real e imaginaria. La parte real es la mitad de la expresión simétrica {\displaystyle (XP+PX)\,}, mientras que la parte imaginaria es proporcional al conmutador {\displaystyle [X,P]=(XP-PX)\,}. Es fácil verificar explícitamente que {\displaystyle (XP-PX)\,} en el caso del oscilador armónico es {\displaystyle ih/2\pi \,}, multiplicada por la matriz identidad. Además también se puede verificar que la matriz:

{\displaystyle H={1 \over 2}(X^{2}+P^{2})}

es una matriz diagonal con valores propios {\displaystyle E_{i}\,}.

#### Conservación de energía
El oscilador armónico es muy especial debido a que es fácil encontrar las matrices exactas y es muy difícil descubrir las condiciones generales de esas formas especiales. Por esta razón, Heisenberg investigó al oscilador anarmónico de hamiltoniano:

{\displaystyle H={1 \over 2}P^{2}+{1 \over 2}X^{2}+\epsilon X^{3}}

En este caso las matrices {\displaystyle X\,} y {\displaystyle P\,} no son matrices diagonales debido a que las correspondientes órbitas clásicas están desplazadas y aplastadas; así se tiene los coeficientes de Fourier de cada frecuencia clásica. Para determinar los elementos de matriz, Heisenberg requirió que las ecuaciones de movimiento clásicas obedezcan las ecuaciones matriciales:

{\displaystyle {dX \over dt}=P\;\;\;\;\;\;\;\;{dP \over dt}=-X-3\epsilon X^{2}}

Heisenberg notó que si esto podía hacerse entonces la derivada temporal del Hamiltoniano, considerado como una función matricial de {\displaystyle X\,} y {\displaystyle P\,}, sería igual a zero:

{\displaystyle {dH \over dt}=P*{dP \over dt}+(X+3\epsilon X^{2})*{dX \over dt}=0}

donde {\displaystyle A*B\,} es el producto simétrico {\displaystyle A*B={1 \over 2}(AB+BA)}.
Dados que todos los elementos de la diagonal tienen una frecuencia no cero, al ser H constante implica que H es diagonal. Era claro para Heisenberg que en este sistema la energía podría ser conservada exactamente en un sistema cuántico arbitrario, un signo muy estimulante.
El proceso de emisión y absorción de fotones parece demandar que la conservación de la energía se mantenga por lo menos en promedio. Si una onda que contiene exactamente un fotón atraviesa algunos átomos y uno de ellos lo absorbe, ese átomo necesita informar a los otros que ya no pueden absorber más fotones. Pero si los átomos están alejados cualquier señal no podrá llegar a los otros átomos a tiempo, estos terminarán absorbiendo el mismo fotón de todas maneras y disipando la energía a su alrededor. Cuando una señal los alcanza, los otros átomos deben de alguna manera retomar esa energía. Esta paradoja indujo a Bohr, Kramers y Slater a abandonar la conversión de energía exacta. El formalismo de Heisenberg, cuando se quiere introducir el campo electromagnético, va a enfrentar este problema; una pista que la interpretación de la teoría involucrará el colapso de la función de onda.

### Tratamiento Hamiltoniano
En la formulación hamiltoniana, los corchetes de Poisson de las funciones de las coordenadas y momentos canónicos {\displaystyle (q,p)\,} son:

{\displaystyle \{u,v\}=\sum _{i}\left({\frac {\partial u}{\partial q^{i}}}{\frac {\partial v}{\partial p_{i}}}-{\frac {\partial u}{\partial p_{i}}}{\frac {\partial v}{\partial q^{i}}}\right)}

esta definición implica que:

{\displaystyle \{q^{i},q^{j}\}=\{p_{i},p_{j}\}=0\;\;\;{\mbox{y}}\;\;\;\{q^{i},p_{j}\}=\delta _{j}^{i}}

Los corchetes de Poisson son invariantes respecto a cualquier transformación canónica. Además tiene otras importantes propiedades:

{\displaystyle \{u,q^{i}\}=-{\frac {\partial u}{\partial p_{i}}}}

{\displaystyle \{u,p_{i}\}={\frac {\partial u}{\partial q^{i}}}}

lo que implica que:

{\displaystyle \{q^{i},H\}={\frac {\partial H}{\partial p_{i}}}}

{\displaystyle \{p_{i},H\}=-{\frac {\partial H}{\partial q^{i}}}}

donde :{\displaystyle H\,} es el hamiltoniano. Mediante las ecuaciones de movimiento de Hamilton, las relaciones anteriores son:

{\displaystyle {\frac {dq^{i}}{dt}}=\{q^{i},H\}}

{\displaystyle {\frac {dp_{i}}{dt}}=\{p_{i},H\}}

La derivada temporal de una función general {\displaystyle u(p_{i},q^{i})\,} de coordinadas y momentos canónicos se obtiene de las ecuaciones de movimiento de Hamilton:

{\displaystyle {\frac {du}{dt}}={\frac {\partial u}{\partial q^{i}}}{\frac {\partial q^{i}}{\partial t}}+{\frac {\partial u}{\partial p_{i}}}{\frac {\partial p_{i}}{\partial t}}+{\frac {\partial u}{\partial t}}={\frac {\partial u}{\partial q^{i}}}{\frac {\partial H}{\partial p_{i}}}-{\frac {\partial u}{\partial p_{i}}}{\frac {\partial H}{\partial q^{i}}}+{\frac {\partial u}{\partial t}}}

es decir:

{\displaystyle {\frac {du}{dt}}=\{u,H\}+{\frac {\partial u}{\partial t}}}

que es una ecuación clásica. Para transformarla en una ecuación cúantica, Dirac formuló la relación:

{\displaystyle \{a,b\}\rightarrow {\frac {[a,b]}{i\hbar }}}

donde {\displaystyle [a,b]=ab-ba\,} es el conmutador de operadores (o matrices) a y b. De esta manera la ecuación de movimiento mecanocuántica correcta es:

{\displaystyle {\frac {du}{dt}}={\frac {[u,H]}{i\hbar }}+{\frac {\partial u}{\partial t}}}

donde u y H son matrices infinitas en general, que tienen la condición que son matrices hermíticas. Esta ecuación es conocida como la Ecuación de movimiento de Heisenberg.
Suponiendo que u no depende explícitamente del tiempo, esta ecuación del movimiento es:

{\displaystyle {\frac {du}{dt}}={\frac {[u,H]}{i\hbar }}}

Esta ecuación es una ecuación matricial, y debido a esto representa a un conjunto infinito de ecuaciones:

{\displaystyle {\frac {dq_{nm}}{dt}}={\frac {(qH)_{nm}-(Hq)_{nm}}{i\hbar }}=\sum _{k}{\frac {(q_{nk}H_{km}-H_{nk}q_{km})}{i\hbar }}}

Por lo que el fundamental problema de la mecánica matricial de Heisenberg es el encontrar las matrices infinitas {\displaystyle q^{i}\,} y {\displaystyle p_{i}\,} donde se cumplan las condiciones (dadas por la condición de Dirac):

{\displaystyle [q^{i},p_{j}]=i\hbar \delta _{j}^{i}\;\;\;\;\;\;\;[q^{i},q^{j}]=[p_{i},p_{j}]=0}

y que el hamitoniano {\displaystyle H(q^{1},...,q^{N};p_{1},...,p_{N})\,} se convierta en una matriz diagonal.